# Чарик, Джозеф
Джозеф Чарик (англ. Joseph Vincent Charyk, 9 сентября 1920, Канмор, Альберта, Канада — 28 сентября 2016, Делрей-Бич, Флорида, США) — американский астрофизик, создатель технологии спутниковой связи украинского происхождения.
Чарык объединил космические программы Центрального разведывательного управления, Военно-воздушного управления США и Военно-морских сил США в Национальное управление военно-космической разведки США (NRO). Он запустил в эксплуатацию первый спутник США для получения изображений CORONA и продемонстрировал технологию радиоразведки из космоса. Во время его пребывания в должности NRO эксплуатировал самолет-разведчик U-2 и руководил разработкой А-12.

## Биография
Джозеф Чарик родился в семье украинцев Иванна и Анны Дорош. Его отец работал железнодорожником. Джозеф учился в Альбертском университете, где получил степень бакалавра в области инженерии и физике, затем в Калифорнийском технологическом университете степень доктора философии в астрофизике.
Чарик занимал должность главного научного сотрудника ВВС США, пока не был назначен заместителем министра ВВС. В 1961 году президент Джон Ф. Кеннеди назначил его первым директором Национального управления военно-космической разведки США. Позже он вернулся в аэрокосмическую отрасль, заняв должность первого президента Communications Satellite Corporation. Под его руководством геосинхронные спутники стали основой сети Comsat, хотя многие были настроены против этой непроверенной технологии, опасаясь, что она не будет работать для передачи голоса из-за задержки в полсекунды. Он также собрал средства для поддержки этой новой отрасли и заручился сотрудничеством стран всего мира. Его усилия положили начало глобальной системе, которую в конечном итоге используют люди во всем мире. Находясь в Comsat, Чарик занимал посты президента, генерального директора и председателя с 1963 по 1985 год.
В 1973 году Чарик был включён в Национальную академию наук США и Национальную инженерную академию США за «основной вклад в космические полеты и лидерство в разработке спутников связи». В 1974 году он получил International Emmy Directorate Award за его работу с COMSAT. В 1980 году Чарику стал членом IEEE за лидерство в разработке и применении систем спутниковой связи. В 1987 году Президент Рональд Рейган наградил его Национальной медалью США в области технологий и инноваций «за использование концепции геосинхронных спутниковых систем связи в качестве основы глобальной телекоммуникационной системы, созданной международным соглашением, а также за руководство в развитии и росте системы Intelsat, которая сегодня обслуживает более 150 стран и территорий». Он также является членом американского института аэронавтики та космонавтики, национальной инженерной академии, ассоциации связи и электронных систем вооружённых сил США, Национального космического клуба и член Совета губернаторов.
Чарик умер 28 сентября 2016 года в возрасте 96 лет.